# Jean Kerguen
Jean Kerguen (La Chapelle-Caro, 23 augustus 1925 - Le Cannet, 16 september 2005) was een Frans autocoureur. Als Formule 2-inschrijving schreef hij zich in 1958 in voor één Formule 1-race, de Grand Prix van Marokko van dat jaar voor het team Porsche. Hij ging de race echter niet van start en reed daarna nooit meer een Formule 1-race. Tussen 1957 en 1966 deed hij ook tienmaal mee aan de 24 uur van Le Mans. Zijn beste resultaat was een tiende plaats in 1958 voor het team Jean-Paul Colas met als teamgenoot Jacques Dewes.